# أندريس بيريز (رسام)
أندريس بيريز (بالإسبانية: Andrés Pérez)‏ هو رسام إسباني، ولد في 1660، وتوفي في 1727.